# Kumalgaun
Kumalgaun (nep. कुमालगाउँ) – gaun wikas samiti w zachodniej części Nepalu w strefie Karnali w dystrykcie Kalikot. Według nepalskiego spisu powszechnego z 2011 roku liczył on 621 gospodarstw domowych i 3708 mieszkańców (1827 kobiet i 1881 mężczyzn).